# 自由心證
自由心證（德語：freie Beweiswürdigung），大陸又称之为内心确信制度。自由心證是法官作出判決的基礎之一，是指“证据之证明力，通常不以法律加以拘束，听任裁判官之自由裁量”。所謂「自由」，是指法官不受詐欺、脅迫或賄賂等非法外力干擾，擁有自主判斷的能力；而所謂「心證」，是指法官斟酌全辯論意旨及調查證據之結果後，依論理及經驗法則判斷「事實之真偽」的過程。所以自由心證，並非恣意妄為，而必須依法為之。

## 內容
證據與待證事實間關係的強弱，是謂證據的證明力。法官根據某證據的證明力的強弱，決定是否採用該證據以作成判決。在這之前，法官必須在不受非法外力干擾下，獨自在心中依據論理及經驗法則理解證據所代表的意義，以評估證據的證明力。這個過程就是「自由心證」。
與自由心證主義相對的證據原則是法定證據主義。
「自由心證」一詞，出現在中華民國《民事訴訟法》第222條中：「法院為判決時，應斟酌全辯論意旨及調查證據之結果，依自由心證判斷事實之真偽。......法院依自由心證判斷事實之真偽，不得違背論理及經驗法則。得心證之理由，應記明於判決。」另外在中華民國《刑事訴訟法》第155條中規定有：「證據之證明力，由法院本於確信自由判斷。但不得違背經驗法則及論理法則。」

## 歷史沿革

### 法定證據主義
與自由心證主義相對的證據原則是法定證據主義，又稱為形式證據制度。這種制度以法律規定了證據的證明力，例如：被告在法庭上的自白被認為是「證據之王」，而證言的可信度方面，男子優於女子，貴族優於平民，僧侶優於俗人。因此，法官無須仰賴自己的學識、經驗，僅須依法計算證據的證明力即可作出判決。
法定證據主義的優點是可避免法官的武斷，缺點是有害於人權，這是因為原告會對被告施以拷問，以從其口中取得被認為是「證據之王」的自白。

## 相關制度

### 證據能力之有無
中華民國《刑事訴訟法》第156條第1項：「被告之自白，非出於強暴、脅迫、利誘、詐欺、疲勞訊問、違法羈押或其他不正之方法，且與事實相符者，得為證據。」

### 補強法則
中華民國《刑事訴訟法》第156條第2項：「被告或共犯之自白，不得作為有罪判決之唯一證據，仍應調查其他必要之證據，以察其是否與事實相符。」

### 上訴、非常上訴或再審
上訴，嚴格來說，是指普通上訴，是當事人認為原法院的事實調查有誤，或法律見解有誤，即可針對原法院的判決，向上級法院提起上訴。
刑事非常上訴，是相對於普通上訴，並非常態而言。非常上訴是針對確定判決（俗稱定讞），認為原法院的判決的法律見解有誤，而提起的，非常上訴制度只存在於刑事案件。
刑事再審，也是針對確定判決（俗稱定讞），認為原法院的判決的事實調查有誤，而提起的。
民事再審，也是針對確定判決（俗稱定讞），認為原法院的判決的事實調查有誤，或法律見解有誤，而提起的。
在此，由於「自由心證」是將事實涵攝到法律的過程。漏未調查事實證據（刑訴第379條第10款），到底屬於事實還是法律，最高法院見解不一，導致當事人無論是提起非常上訴還是再審，均被駁回，求助無門，學者對此有所批評。（見林鈺雄刑事訴訟法再審之章節。）